# Neaufles-Saint-Martin
Neaufles-Saint-Martin ist eine französische Gemeinde mit 1306 Einwohnern (Stand 1. Januar 2022) im Département Eure in der Region Normandie. Sie gehört zum Arrondissement Les Andelys und zum Kanton Gisors.

## Geschichte und Sehenswürdigkeiten
In der Gemeinde befindet sich der mittelalterliche Tour de la Reine Blanche, dessen Name auf die französische Königin Blanka von Navarra zurückgeht, die sich nach ihrer kurzen Ehe mit König Philipp VI. hierher zurückzog und 1398 hier auch starb. Der Donjon wurde jedoch schon im 12. Jh. erbaut. Auf Luftbildern sind die Wallanlagen, die ihn früher umgeben haben, gut zu erkennen.
Einer Legende nach ist Neaufles durch einen unterirdischen Gang mit der Tempelritterburg von Gisors verbunden.
Ein „durchbohrtes“ Flurkreuz, das sich im Privatbesitz befindet, wurde in der zweiten Hälfte des 12. Jahrhunderts errichtet. Es wurde 1926 in das Zusatzverzeichnis der Monuments historiques (‚historische Denkmale‘) eingetragen.

## Bevölkerungsentwicklung
- 1962: 0564
- 1968: 0604
- 1975: 0799
- 1982: 0803
- 1990: 0931
- 1999: 1035
- 2009: 1179
- 2017: 1294

## Wirtschaft
Auf dem Gemeindegebiet gelten geschützte geographische Angaben (IGP) für Schweinefleisch (Porc de Normandie), Geflügel (Volailles de Normandie) und Cidre (Cidre de Normandie und Cidre normand).